# Nicola Albani
Nicola Albani (* 15. April 1981) ist ein ehemaliger san-marinesischer Fußballspieler.

## Karriere
Albani gab sein Debüt für die Nationalmannschaft am 28. März 2001, als er in der 90. Minute für Simone Della Balda eingewechselt wurde. Am 25. April 2001 erzielte er in seinem zweiten Einsatz gegen die lettische Nationalmannschaft ein Tor, es war der Treffer zum 1:1-Ausgleich und gleichzeitig auch der Endstand. Es war eines von drei Unentschieden, die San Marino bisher erreichen konnte.